# Emilio Giaccone
Emilio Giaccone (San Martín de las Escobas, Provincia de Santa Fe, Argentina; 14 de enero de 2005) es un futbolista argentino. Juega como mediocampista central y su actual equipo es Unión de Santa Fe de la Liga Profesional.

## Trayectoria

### Inicios
Oriundo de San Martín de las Escobas, Emilio Giaccone se inició futbolísticamente en el club Recreativo General San Martín de su ciudad natal, para luego sumarse a las inferiores de Unión de Santa Fe.

### Unión de Santa Fe
Luego de pasar por las distintas categorías formativas, en 2023 fue promovido al plantel de Reserva y al año siguiente se transformó en uno de los pilares del equipo que llegó hasta las semifinales de la Copa Proyección. Gracias a esto inmediatamente tuvo su debut como profesional: el 15 de diciembre, en el empate 0-0 como visitante frente a Defensa y Justicia, Cristian González decidió su ingreso a los 42 del ST en reemplazo de Joaquín Mosqueira.

## Clubes
- Actualizado al 15 de diciembre de 2024

| Club                | Div.                | Temporada           | Liga | Liga | Copa Nacional | Copa Nacional | Copa Internacional | Copa Internacional | Total | Total |
| Club                | Div.                | Temporada           | PJ   | G    | PJ            | G             | PJ                 | G                  | PJ    | G     |
| ------------------- | ------------------- | ------------------- | ---- | ---- | ------------- | ------------- | ------------------ | ------------------ | ----- | ----- |
| Unión Argentina     |                     |                     |      |      |               |               |                    |                    |       |       |
| 1.ª                 | 2024                | 1                   | 0    | -    | -             | -             | -                  | 1                  | 0     |       |
| 1.ª                 | 2025                | 0                   | 0    | 0    | 0             | 0             | 0                  | 0                  | 0     |       |
| Total               | Total               | 1                   | 0    | 0    | 0             | 0             | 0                  | 1                  | 0     |       |
| Total en su carrera | Total en su carrera | Total en su carrera | 1    | 0    | 0             | 0             | 0                  | 0                  | 1     | 0     |